# スーパーロボット大戦X
『スーパーロボット大戦X』（スーパーロボットたいせんエックス）は、バンダイナムコエンターテインメントより発売されたゲームソフト。略称は『スパロボX』。キャッチコピーは「戦神達の運命は、新たな世界で交差 X-cross- する」。
2018年3月29日にPlayStation 4 / PlayStation Vitaへファーストリリース。2020年1月10日にNintendo SwitchおよびSteamで発売。

## 概要
さまざまなアニメ・漫画・小説に登場するロボットたちやそのパイロットなど関係者たちが競演するクロスオーバー作品「スーパーロボット大戦シリーズ」（スパロボ）の1つ。ロボットたちはSDで描かれるが、カットインなどのイベント時のみ原典作品と同様の頭身で描かれる。
『スーパーロボット大戦V』（以下『V』）と同じく続編の発売の予定はなく、ストーリーも本作のみで完結すると明言されている。また『V』と同じくクロスセーブおよびカスタムサウンドトラックに対応している。

## ストーリー
本作のストーリーは、男性のイオリ・アイオライトと女性のアマリ・アクアマリンのいずれかを主人公として展開され、選ばれなかったほうの人物は仲間として登場する。
便宜上、以下のあらすじはイオリを主人公として記述する。アマリが主人公の場合、人間関係は変化するが、全体的なストーリー展開に違いはない。

### 第1 - 9話
生と死の狭間に浮かぶ世界アル・ワースの秩序は、智の神エンデをあがめる魔従教団によって保たれていた。しかし教団に属する若き術士イオリは、自らの在り方について疑問を抱き、皮肉屋の魔法生物ホープスと共にオート・ウォーロック・ゼルガードを駆って出奔する。
旅の途中でイオリは、アル・ワースの要たる創界山をドアクダーの支配から解放する「救世主」として地球から召喚された戦部ワタルを助け、そのまま行動を共にすることになる。さらに彼らは、神秘の宝石「ブルーウォーター」を持つ少女ナディアや、モビルスーツ「G-セルフ」に乗るベルリ・ゼナム、オーラマシンを駆るショウ・ザマら、様々な異世界の人々と知り合っていく。
魔従教団からの追っ手として現れたアマリを退けたイオリは、ドアクダー軍団を打倒して異界人たちの帰還への道筋をつけるため、仲間たちと共にエクスクロスを結成するのだった。

### 第10 - 24話
獣の国の総司令官シモンを仲間に加えたエクスクロスは、なぜか敵対行動を仕掛けてくるマナの国の中核「ミスルギ皇国」の調査に向かう。ミスルギには異界人を帰還させるための独自の手段があるらしく、キャピタル・アーミィ、ゾギリア、マリーメイア軍などの戦力を懐柔して傘下に収めていた。彼らの背後には、マナの国の陰の支配者であるエンブリヲの思惑があった。
やがて宇宙からの勢力トワサンガが地上への介入を始め、事態は混迷の度合いを深めていく。
さらに、マジンガーZの怨敵たるオリュンポスの神々が一行に挑んでくるが、そこへ現れた魔従教団の法師セルリック・オブシディアンの強大な魔力によって退けられるのだった。

### 第25 - 37話
エクスクロス一同は魔従教団の神殿へと招かれる。イオリは導師キールディンによって出奔の咎を許されたものの、ホープスの返却を求められたため、再度の脱走を図る。アマリの追撃を振り切るイオリだったが、セルリックにはかなわずに追い詰められる。ホープスはイオリを置いて自分だけ投降し、ゼルガードは機能停止した。
捕らわれたイオリの解放を求めて、エクスクロスは教団に交渉を持ちかけるが、セルリックは耳を貸そうとしない。しかしルルーシュが「異界人を召喚しているのは魔従教団だ」と指摘すると、セルリックはこれを妄言だとして激昂し、エクスクロスを力づくで屈服させようとする。一方イオリは、教団で修行に励んできた過去の日々が、実は偽りの記憶であることに気づき始めていた。ホープスと合流したイオリは、新たな力に目覚めてゼルガードに秘められていた翼を展開し、セルリックを撃破する。
エクスクロスはミスルギ皇国との決戦に臨み、帝都に乗り込んでエンブリヲを討ち取る。しかしミスルギの傘下にあった異界人たちは、すでに魔従教団に取り込まれた後だった。ゾギリアの超巨大ネクター砲の一撃で、エクスクロスは帝都もろとも消し飛ばされそうになるが、エンブリヲに囚われていた始祖の龍アウラに守られて難を逃れる。ネクター砲の破壊に向かった一同の前に立ちはだかったのは、異様な執念をたぎらせたセルリックだった。戦いの末にネクター砲のエネルギーが暴発し、時空の特異点が形成されてイオリたちを飲み込んでいく。

### 第38 - 45話
とある世界の日本で目覚めたイオリは、自分がこの地で生まれ育った「葵伊織」であること、そしてアマリの正体は高校の同級生「天野亜真理」であることを思い出した。現状を変えようとする「破壊」の資質を秘めていた2人は、魔従教団によってアル・ワースに召喚され、偽りの記憶を埋め込まれていたのだ。教団の頂点たる教主の座に立とうとするセルリックは、イオリからホープスとゼルガードを強奪しようとし、ホープスもそれに応じるそぶりを見せる。だがイオリが自分自身の力を見せつけてホープスを呼び戻し、さらに記憶を回復したアマリも合流。3人で乗り込むゼルガードの攻撃を受けたセルリックは撤退し、一同はアル・ワースに戻ってくる。
ドアクダーや、オリュンポスの首魁たる闇の帝王の企みによりアル・ワースの理が崩れ始め、宇宙すべての知的生命体の敵であるアンチスパイラルの尖兵を呼び込んだ。最初の襲撃はエクスクロスによって撃退されるが、世界の終焉は確実に近づきつつあった。エクスクロスはドアクダー軍団と対決する一方で、宇宙から地上への降下を目論む「レコンギスタ」の勢力を押しとどめ、一部の者とは和解に成功する。

### 第46 - 52話
神話に語られる暗黒龍を蘇らせたドアクダーは、闇の帝王と結託してアル・ワースを滅ぼそうとするが、真の救世主として目覚めたワタルによって討ち果たされる。さらにエクスクロスは、シモンを中心としてアンチスパイラルに逆襲を仕掛けようとするも、キールディンを抹殺して魔従教団を掌握したセルリックに阻まれる。狂乱するセルリックに引導を渡したイオリは、智の神エンデに対する疑念を深める。
銀河を超越した激闘の末、アンチスパイラルに勝利してアル・ワースへと帰ってきた一同が目にしたのは、世界が無残に崩れ行く光景だった。アル・ワースの創造主たる魔獣エンデが姿を見せると、人々の悲しみや苦しみといった感情を喰らう怪物としての本性をあらわにし、一同の目の前で世界を丸呑みしてしまう。だがエンデは、すぐにアル・ワースを吐き出した。絶望の味を好むエンデにとって、エクスクロスが描き出した希望や愛情にあふれる世界は不快な存在だったのだ。イオリたちはもだえるエンデにとどめを刺し、世界を魔獣の支配から解放する。
創造主を失ったアル・ワースは、ホープスが自らの身を捧げることで安定を取り戻した。異界人たちがそれぞれの故郷へと帰還していく中、イオリとアマリはアル・ワースに留まることを決め、魔従教団を真の秩序の守護者として再出発させるのだった。

## ゲームシステム
ここでは、本作特有のシステムや新規追加・変更されたシステムについて解説する。シリーズ共通のシステムについてはスーパーロボット大戦シリーズのシステムを参照。
Magicカスタマイズ、ドグマ
『V』における「TACカスタマイズ」に相当する。GRADEは6段階あり、TacP（タックポイント）を使い段階を上げられる。各段階のGRADEには3種類の効果があり、そのうち1つを選ぶ。Magicカスタマイズの効果は各ステージにおいて反映される。
また、GRADEの段階を上げるごとに主人公の持つ特殊能力「ドグマ」のコマンドが1つ増える（全6コマンド）。ドグマは使用すると様々な効果を発揮するが、使用できるのは各コマンドごとに1シナリオに一度のみ。
エキスパートモード
シリーズ上級者向けのモード。難易度が常にハードとなり、敵機の改造度もほかのモードよりも高い。また、SRポイント獲得条件が「リトライせずにシナリオをクリア」に固定されている。モードはシナリオ間のインターミッションで変更可能。
合体攻撃
以前までの合体攻撃は該当するユニットを出撃させたうえ隣接させることが条件だったが、本作では1機でも使用できるようになった。ただしその場合は通常の合体攻撃よりも威力は低下する。
母艦
『V』までは各ステージにおいて出撃母艦を選択する方式だったが、本作では基本的にN-ノーチラス号（『ふしぎの海のナディア』）、メガファウナ（『ガンダム Gのレコンギスタ』）、シグナス（『バディ・コンプレックス』）の3艦（最終盤のみ『劇場版 天元突破グレンラガン 螺巌篇』の超銀河ダイグレンが参加）に限定され、母艦選択自体がない。
『聖戦士ダンバイン』のパイロット乗せ換え
『聖戦士ダンバイン』のオーラバトラー間でパイロットの乗せ換えを行う場合、サブパイロットのチャム・ファウは常にショウ・ザマの搭乗機に同乗するが、シルキー・マウはサーバインに固定され、ショウがサーバインに搭乗すれば3人体制に、他のパイロット搭乗時は2人体勢になる。

## 参戦作品

### 一覧
★マークはシリーズ初参戦、●は機体のみ参戦。
- 無敵鋼人ダイターン3
- 聖戦士ダンバイン
- ●聖戦士ダンバイン New Story of Aura Battler Dunbine
- 機動戦士Ζガンダム
- 機動戦士ガンダムΖΖ
- 機動戦士ガンダム 逆襲のシャア
- ●機動戦士ガンダム 逆襲のシャア ベルトーチカ・チルドレン
- 機動戦士ガンダムF91
- ●機動戦士クロスボーン・ガンダム 鋼鉄の7人
- 新機動戦記ガンダムW Endless Waltz
- ★ガンダム Gのレコンギスタ
- ★魔神英雄伝ワタル
- 勇者特急マイトガイン
- コードギアス 反逆のルルーシュ R2
- ★バディ・コンプレックス
- ★バディ・コンプレックス 完結編 -あの空に還る未来で-
- クロスアンジュ 天使と竜の輪舞
- ●マジンカイザー（オリジナル版）
- 真マジンガー 衝撃! Z編
- 真マジンガーZERO vs暗黒大将軍
- 天元突破グレンラガン
- 劇場版 天元突破グレンラガン 螺巌篇
- ★ふしぎの海のナディア

### 解説
全23作品のうち新規参戦作品は5作品であり、それらはバンダイナムコエンターテインメント側によって選ばれたものが多い。機体のみ参戦する作品のうち、『聖戦士ダンバイン New Story of Aura Battler Dunbine』・『機動戦士クロスボーン・ガンダム 鋼鉄の7人』はキャラクターも登場する。このほか、上記のリストには記載されていないが、『魔装機神 THE LORD OF ELEMENTAL』のサイバスターとそのパイロットのマサキ・アンドーのほか、『V』に引き続きダイナミック企画オリジナル機体のマジンエンペラーGが登場する。
『マジンカイザー（オリジナル版）』は、OVA作品ではなく『スーパーロボット大戦F 完結編』に登場した機体のマジンカイザーそのものを指す。プロデューサー・寺田貴信によれば、『V』でマジンカイザーとマジンエンペラーGを共演させられなかったことは心残りだったといい、本作品で実現させた。一方、『V』で甲児の搭乗機だった『真マジンガーZERO vs暗黒大将軍』のマジンガーZEROは基本的に敵側の機体であり、特定の条件を満たした場合に限り最終シナリオで甲児が搭乗可能となる。
『V』ではロボットの登場しない『宇宙戦艦ヤマト2199』を参戦させたことが好評を得たため、引き続き新しい流れを取り入れることとなり、同じくロボットの登場しない『ふしぎの海のナディア』が参戦することとなった。
『V』でスーパーロボット大戦オリジナル機体のヒュッケバインとグルンガストの登場が好評を得たため、本作品の世界観に合ったオリジナル機体のサイバスターを登場させることとなった。サイバスターは初回特典を適用した場合第2話終了後に、しない場合第34話以降加入する。このサイバスターは「スーパーロボット大戦OGシリーズ」や「魔装機神シリーズ」とのストーリー上の関連性はない。なお、デザインは『スーパーロボット大戦OGサーガ 魔装機神 THE LORD OF ELEMENTAL』でのものとなっている。
『ふしぎの海のナディア』は1889年が舞台、『バディ・コンプレックス』は70年後の未来が舞台であり、各作品と時間軸の整合性が取りにくい作品であるため、大半のキャラクターを別世界に飛ばすという判断がなされた。また『魔神英雄伝ワタル』はコメディタッチの作品であるため、リアルテイストの作品とどう融合させるかが課題となった。結果的にこれらのことから本作オリジナルの異世界「アル・ワース」が設定された。

### パッケージ登場機体
通常版
- ダンバイン（聖戦士ダンバイン）
- ウイングガンダムゼロ（新機動戦記ガンダムW Endless Waltz）
- G-セルフ（大気圏用パック装備型）（ガンダム Gのレコンギスタ）
- 龍神丸（魔神英雄伝ワタル）
- マイトガイン（勇者特急マイトガイン）
- 蜃気楼（コードギアス 反逆のルルーシュ R2）
- ルクシオン（バディ・コンプレックス）
- マジンカイザー（マジンカイザー〈オリジナル版〉）
- グレンラガン（天元突破グレンラガン）
- Ν-ノーチラス号（ふしぎの海のナディア）

プレミアムアニメソング&サウンドエディション
- ビルバイン（聖戦士ダンバイン）
- Hi-νガンダム（機動戦士ガンダム 逆襲のシャア ベルトーチカ・チルドレン）
- G-セルフ（パーフェクトパック装備型）（ガンダム Gのレコンギスタ）
- 龍王丸（魔神英雄伝ワタル）
- グレートマイトガイン（勇者特急マイトガイン）
- 紅蓮聖天八極式（コードギアス 反逆のルルーシュ R2）
- ルクシオンネクスト（バディ・コンプレックス）
- マジンカイザー（マジンカイザー〈オリジナル版〉）
- 天元突破グレンラガン（劇場版 天元突破グレンラガン 螺巌篇）
- Ν-ノーチラス号（ふしぎの海のナディア）

## オリジナルキャラクター
イオリ・アイオライト
声 - 新井良平
男性主人公。
デザインは高河ゆん。
アマリ・アクアマリン
声 - 佐藤聡美
女性主人公。
デザインは高河ゆん。
ホープス
声 - 野田圭一
主人公に従う魔法生物。黒いオウムに似た姿をしている。
デザインは中島和恵。
セルリック・オブシディアン
声 - 真殿光昭
魔従教団の法師。
デザインは八房龍之助。
キールディン・エンデ
魔従教団の導師で、教団の事実上のトップ。
エンデ
声 - 田中秀幸
アル・ワースを創造したとされる「智の神」。

## オリジナルメカ
ゼルガード
主人公機。魔従教団が100年以上前に建造したオート・ウォーロックで、主人公が教団を脱走する際に倉庫から持ち出した。当初は現行機のディーンベルよりも劣る旧型機と思われていたが、ストーリーの進行に伴って秘められていた真価を発揮し、段階的にパワーアップしていく。本作の主人公機はゼルガードのみで、後継機は登場しない。
デザインは浅井真紀。
ディーンベル
魔従教団の汎用型オート・ウォーロック。
ワース・ディーンベル
セルリックが搭乗するディーンベルの強化型。
デザインは八房龍之助。

## 主題歌
- 2018年4月25日にバンダイナムコアーツ（ランティスレーベル）よりCDシングルがリリースされた。

オープニングテーマ：鋼のWarriors
歌：JAM Project
エンディングテーマ：The Oath～夜明けの誓い～
歌：JAM Project

## 期間限定生産版収録曲
本作の期間限定生産版「プレミアムアニメソング＆サウンドエディション」では、各ユニットの出自作品で用いられていた原曲が収録（全35曲。ゲーム用に尺を調整した盤）されており、それをBGMとして戦闘時に流すことが可能となっている。Switch版ではダウンロード版のみでの発売となる。またSwitch版では通常版と期間限定生産版はセーブデータを共有できない。
1. カムヒア!ダイターン3 - 藤原誠（『無敵鋼人ダイターン3』主題歌）
2. ダンバイン とぶ - MIO（『聖戦士ダンバイン』主題歌）
3. 宇宙を駆ける〜ゼータの発動 - 三枝成彰：作曲（『機動戦士Ζガンダム』サウンドトラックより）
4. サイレント・ヴォイス - ひろえ純（『機動戦士ガンダムΖΖ』2nd主題歌）
5. 一千万年銀河 - ひろえ純（『機動戦士ガンダムΖΖ』2ndエンディング曲）
6. BEYOND THE TIME (メビウスの宇宙を越えて) - TM NETWORK（『機動戦士ガンダム 逆襲のシャア』主題歌）
7. ETERNAL WIND〜ほほえみは光る風の中〜 - 森口博子（『機動戦士ガンダムF91』主題歌）
8. 君を見つめて -The time I'm seeing you- - 森口博子（『機動戦士ガンダムF91』イメージ曲）
9. JUST COMMUNICATION - TWO-MIX（『新機動戦記ガンダムW』1st主題歌）
10. WHITE REFLECTION - TWO-MIX（『新機動戦記ガンダムW Endless Waltz』エンディング曲）
11. LAST IMPRESSION - TWO-MIX（『新機動戦記ガンダムW Endless Waltz特別版』 主題歌）
12. BLAZING - GARNiDELiA（『ガンダム Gのレコンギスタ』1st主題歌）
13. ふたりのまほう - May J.（『ガンダム Gのレコンギスタ』2nd主題歌）
14. Gの閃光 - ハセガワダイスケ（『ガンダム Gのレコンギスタ』エンディング曲）
15. STEP - a・chi-a・chi（『魔神英雄伝ワタル』主題歌）
16. a・chi-a・chi アドベンチャー - a・chi-a・chi（『魔神英雄伝ワタル』エンディング曲）
17. 嵐の勇者（ヒーロー） - 岡柚瑠（『勇者特急マイトガイン』主題歌）
18. Black diamond - PURPLE（『勇者特急マイトガイン』2ndエンディング曲）
19. COLORS - FLOW（『コードギアス 反逆のルルーシュ』1st主題歌）
20. WORLD END - FLOW（『コードギアス 反逆のルルーシュ R2』2nd主題歌）
21. O2 - ORANGE RANGE（『コードギアス 反逆のルルーシュ R2』1st主題歌）
22. UNISONIA - TRUE（『バディ・コンプレックス』主題歌）
23. あの空に還る未来で - ChouCho（『バディ・コンプレックス』エンディング曲）
24. TWIN BIRD - TRUE（『バディ・コンプレックス 完結編 -あの空に還る未来で-』挿入歌）
25. 禁断のレジスタンス - 水樹奈々（『クロスアンジュ 天使と竜の輪舞』主題歌）
26. ヴィルキス～覚醒～ - 志方あきこ（『クロスアンジュ 天使と竜の輪舞』サウンドトラックより）
27. マジンカイザー - 水木一郎（『マジンカイザー（オリジナル版）』主題歌）
28. 守護神-The guardian - JAM Project（『真マジンガー 衝撃!Z編』2nd主題歌）
29. 強き者よ - SKE48（『真マジンガー 衝撃!Z編』2ndエンディング曲）
30. 空色デイズ - 中川翔子（『天元突破グレンラガン』主題歌）
31. 涙の種、笑顔の花 - 中川翔子（『劇場版 天元突破グレンラガン 螺巌篇』主題歌）
32. ブルーウォーター - 森川美穂（『ふしぎの海のナディア』主題歌）
33. Neo Atiantis - 鷺巣詩郎：作曲（『ふしぎの海のナディア』サウンドトラックより）
34. Yes, I will... - 森川美穂（『ふしぎの海のナディア』エンディング曲）
35. 熱風！疾風！サイバスター - JAM Project（『魔装機神 THE LORD OF ELEMENTAL』主題歌）

## 関連作品
スーパーロボット大戦T - 『X』本編の後日談。隠しシナリオでメインキャラクター（イオリ、アマリ、ホープス）とマサキ、機体としてゼルガードとサイバスターがスポット参戦。後にDLC「エキスパンションシナリオ」で正式に仲間となるほか、敵方としてセルリックと魔獣エンデが復活する。なお、選択次第でイオリとアマリのメインパイロットが決まる。